# Стрілець (фільм, 2014)
Стрілець, англ. The Gunfighter — короткометражний фільм 2014 року режисера Еріка Кіссака. Фільм є пародією на жанр вестерну, і оповідає про групу людей в салуні на Дикому Заході, які чують невидимого оповідача фільму (подібний поворот сюжету іменується в Голлівуді «ламанням четвертої стіни»), який визначає їх долю.
Фільм отримав велику популярність і згодом був дубльований на багатьох мовах, включаючи російську та українську.

## Сюжет
У традиціях класичних вестернів оповідач розповідає історію самотнього стрільця, який заходить у салун. Однак люди в цьому салуні чують оповідача, а оповідач може бути трохи кровожерливим.
Стрілець входить до салуну, і його дії коментує невидимий голос, на превеликий подив як його самого, так і відвідувачів. Оповідач починає розкривати думки персонажів, як це робив би типовий кінооповідач, але думки виявляються занадто особистими або ганебними. Стрілець намагається перевірити правдивість оповідача і вимагає, щоб повія Саллі задумала число, яке голос правильно називає. Після того, як оповідач повідомляє, що майже кожен відвідувач бару займався сексом з кимось з родичів або дружин інших відвідувачів, а сам стрілок — гей, майже кожен герой дістає пістолет, ініціюючи мексиканське протистояння. Стрілець усвідомлює садизм оповідача, який намагається змусити героїв кінострічки убити один одного.
Стрілець намагається зупинити бійню, і виголошує промову про те, що треба не зважати на мову оповідача, яка роз'єднує, і об'єднатися, щоб створити утопію. У відповідь на це голос глузливо повідомляє, що так було б добре, якби стрілець незадовго до цього не вбив сина одного з відвідувачів. Після цього всі починають стріляти один в одного. Наприкінці перестрілки всі відвідувачі салуну вбиті, окрім Саллі, яка, за словами оповідача, помре від розтерзання скаженим вовком наступного дня.

## В ролях
- Шон Парсонс в ролі стрільця
- Нік Офферман в ролі оповідача
- Скотт Бінер в ролі Томмі Гендерсона
- Брейс Харріс в ролі Джонні Гендерсона
- Ейлін О'Коннелл в ролі Саллі
- Джордан Блек в ролі Сема
- Тімоті Брено в ролі Білла Джессапа
- Тревіс Лінкольн Кокс в ролі Елайджа Джессапа
- Шен Ходжес в ролі Гейбріела Джессапа

## Виробництво
Зйомки проходили протягом двох днів на ранчо Мелоді в Санта-Кларіті. Фільм частково натхненний серіалом Дедвуд.
На створення фільму було виділено 25 тисяч доларів. Більшу частину бюджету витратили на костюми та реквізит. У першій версії у фільмі використовувався не сторонній голос Ніка Оффермана, а голос-заповнювач. Після зйомок режисер Ерік Кіссак зв'язався зі сценаристом комедій і режисером Девідом Вейном, який, у свою чергу, зв'язався з Офферманом. Оферману сподобалася презентація фільму, і він погодився озвучити фільм.

## Прийом та нагородження
Фільм «Стрілець» отримав переважно позитивні відгуки. Фільм отримав приз глядацьких симпатій за найкращий короткометражний фільм на кінофестивалі в Лос-Анджелесі в 2014 році та був частиною відбору Best of Fest на Міжнародному фестивалі короткометражних фільмів у Палм-Спрінгсі того ж року.